# Ломар
Ломар (њем. Lohmar) град је у њемачкој савезној држави Северна Рајна-Вестфалија. Једно је од 19 општинских средишта округа Рајн-Зиг. Према процјени из 2010. у граду је живјело 31.198 становника. Посједује регионалну шифру (AGS) 5382028, NUTS (DEA2C) и LOCODE (DE LOH) код.

## Географски и демографски подаци
Ломар се налази у савезној држави Северна Рајна-Вестфалија у округу Рајн-Зиг. Град се налази на надморској висини од 64 метра. Површина општине износи 65,6 km². У самом граду је, према процјени из 2010. године, живјело 31.198 становника. Просјечна густина становништва износи 476 становника/km².

## Међународна сарадња
| Мјесто      | Држава               | Врста сарадње | Од    |
| ----------- | -------------------- | ------------- | ----- |
|             | Португалија          | партнерство   | 1986. |
| Норталертон | Уједињено Краљевство | контакт       | 1980. |
|             | Француска            | партнерство   | 1974. |
| Извор       |                      |               |       |